# 南伍德斯托克 (康乃狄克州)
南伍德斯托克（英語：South Woodstock）是位於美國康乃狄克州溫德姆縣的一個村落。該地的面積和人口皆未知。

## 地理
南伍德斯托克的座標為41°56′20″N 71°57′34″W / 41.93889°N 71.95944°W，而該地的平均海拔高度為116米（即380英尺）。